# Ateuchus romani
Ateuchus romani är en skalbaggsart som beskrevs av Antoine Boucomont 1927. Ateuchus romani ingår i släktet Ateuchus och familjen bladhorningar. Inga underarter finns listade.